# Nemesis (Stern)
Nemesis ist der Name eines hypothetischen Begleiters der Sonne, der als Brauner Zwerg oder Zwergstern die Sonne in einer Entfernung von etwa einem bis drei Lichtjahren umlaufen soll. Die Hypothese soll eine Erklärungsmöglichkeit für eine mögliche Periodizität von Kometeneinschlägen und Artensterben auf der Erde bieten.
Mit den im 21. Jahrhundert verfügbaren Daten von Himmelsdurchmusterungen kann die Existenz eines solchen Himmelskörpers innerhalb des Beobachtungshorizontes weitgehend ausgeschlossen werden. Allerdings lassen neuere Erkenntnisse vermuten, dass sonnenähnliche Sterne in der Regel paarweise entstehen. Einzelsterne wie die Sonne wären die Folge aufgebrochener Binärsysteme. Ein möglicher Begleitstern wie Nemesis könnte das System dann so weit verlassen haben, dass er dem Ursprungssystem nicht mehr zuzuordnen wäre.
Der Name geht zurück auf Nemesis, die Göttin des gerechten Zorns und der Vergeltung in der griechischen Mythologie.

## Ursprung der Hypothese
Postuliert wurde Nemesis unter anderem von dem insbesondere durch populärwissenschaftliche Bücher bekannten Physiker Richard A. Muller. Dieser wurde dazu von Walter Alvarez, dem Begründer der Hypothese, die Dinosaurier seien durch die Folgen eines Kometeneinschlags auf der Erde ausgestorben, angeregt. Da die Meteoritenkrater auf der Erde eine eventuell übereinstimmende Altersstufung zeigen, bezieht Alvarez diese Hypothese zumindest mit in seine Überlegungen ein.
David M. Raup und J. John Sepkoski untersuchten 1984 die früheren Artensterben auf der Erde und ordneten diese zeitlich ein. Dabei kamen sie zu dem Ergebnis, dass es regelmäßig zu Massenaussterben kam, deren zeitliche Abstände zwischen 26 und 33 Millionen Jahren liegen. Als Ausgangspunkt für die meisten theoretischen Rechnungen dient eine Periode von etwa 27 Millionen Jahren. In etwa demselben zeitlichen Abstand traten vermehrt Kometeneinschläge auf, sodass ein Zusammenhang zwischen diesen beiden Ereignissen vermutet wurde. In der Folgezeit wurde nun nach einer Ursache für die periodisch gehäuften Kometeneinschläge gesucht. Eine Erklärung dafür liefert ein möglicherweise existierender Begleiter der Sonne, welcher in regelmäßigen zeitlichen Abständen die Oortsche Wolke durchquert und mit seinem Schwerefeld die Bahnen der dort befindlichen Kometen verändert. Solche Kometen bewegen sich dann in die inneren Bereiche des Sonnensystems, wo es auf Grund der vergrößerten Kometenzahl statistisch auch häufiger zu Einschlägen auf Planeten kommt. Dieser hypothetische Sonnenbegleiter wurde Nemesis genannt.
Allerdings werden diese Ergebnisse prinzipiell angezweifelt, da bei einem Messfehler von zehn Prozent schon nach 320 Millionen Jahren die in Frage kommende Periodenlänge innerhalb des Messfehlers liegt und es andererseits bislang nicht den geringsten Hinweis auf diesen Stern gibt, der durch überprüfbare direkte Beobachtungen gestützt würde.

## Nemesis als Brauner Zwerg oder Zwergstern
Sollte ein Himmelskörper für die periodisch wiederkehrende erhöhte Kometenanzahl verantwortlich sein, besitzt dieser physikalische Parameter. Seit dem Aufkommen der Theorie hat man versucht, diese so weit wie möglich mit Hilfe der bekannten physikalischen Gesetze und der existierenden Beobachtungen einzugrenzen.
Davis, Hut und Muller beschreiben den hypothetischen Begleiter der Sonne als Braunen Zwerg auf einer Umlaufbahn mit durchschnittlicher Exzentrizität und seinem Perihel in der Oortschen Wolke. Diese wird bei jedem Durchlauf von Nemesis gestört, wodurch jeweils mehr als 109 Kometen auf Umlaufbahnen abgelenkt werden, die sie ins innere Sonnensystem führen, wo etwa zehn bis 200 von ihnen auf der Erde einschlagen.
Die Annahme, die vermehrten Einschläge auf der Erde würden durch von der Sonne eingefangene Kometen verursacht, wurde verworfen, da es mit diesem Modell überaus schwierig ist, auf stabile Perioden zu kommen. Außerdem legt die Analyse von Einschlagkratern Objekte mit Ursprung im Sonnensystem nahe.
Das Modell von Jackson und Whitmire stimmt im Wesentlichen mit dem Obigen überein. Allerdings erhalten sie eine Exzentrizität e ≥ 0,9, was noch mehr als bei Davis, Hut und Muller Anlass für Kritik war. Elliptische Umlaufbahnen erfordern nämlich mit steigender Exzentrizität eine immer bessere Abstimmung des Drehimpulses mit der Bahn, da sie sonst nicht stabil sind.
Laut den von Weinberg, Shapiro und Wasserman durchgeführten numerischen Untersuchungen haben solche schwach gekoppelten Doppelsternsysteme mit den benötigten Eigenschaften (große Halbachse ca. 10.000 Astronomische Einheiten und 27 Millionen Jahren Umlaufzeit) eine zwar geringe, aber nicht vernachlässigbare Wahrscheinlichkeit. Diese Simulationen berücksichtigen die Störungen durch vorbeiziehende Sterne und interstellare Gaswolken ebenso wie die Struktur der Gaswolken und auch die galaktischen Gezeitenkräfte.

Varum Bhalerao und M. N. Vahia haben sich der Frage nach der größtmöglichen Masse von Nemesis gewidmet. Ausgehend von einem Zusammenhang zwischen den gehäuften Kometeneinschlägen auf der Erde und einem Objekt, das eine Störung in der Oortschen Wolke hervorruft, wurde diesem Objekt eine Umlaufzeit von 27 Millionen Jahren zugeordnet. 

Lagrange-Punkte

 Als Ursache für die auftretenden Störungen, die zu einer erhöhten Kometenanzahl führen, wird angenommen, dass die Bahnen dieser Kleinkörper gestört werden, wenn sie in die Nähe des ersten Lagrange-Punktes kommen, der zwischen Sonne und Nemesis liegt. Ausgehend davon  soll die Leuchtkraft des Sterns ermittelt werden. Dazu wird angenommen, dass Nemesis etwa so alt ist wie die Sonne, wodurch wesentlich schwerere Sterne ausgeschlossen werden können, da diese eine signifikant kürzere Lebenszeit besitzen und auf Grund ihrer höheren Leuchtkraft auch schon entdeckt worden wären. Auch Neutronensterne und Schwarze Löcher können ausgeschlossen werden, da sie durch Akkretion eine relativ hohe Leuchtkraft besitzen.
Auf der Grundlage dieser Annahmen wurden numerische Simulationen durchgeführt, um die Parameter von Nemesis weiter eingrenzen zu können. Die dabei entstandenen Kurven der Leuchtkraft in Abhängigkeit von der Masse wurden mit den bisherigen Beobachtungen verglichen. Da der Tycho-2-Katalog bis m = 11,0 und der Guide Star Catalog II bis J = 19,5 komplett sind, kann man davon ausgehen, dass Nemesis eine geringere Leuchtkraft hat, da sie bis jetzt nicht beobachtet wurde. Dies führt zu einer oberen Grenzmasse, die bei etwa 44 Jupitermassen liegt. Der Einfluss der angenommenen Periode auf diesen Wert ist sehr gering. Allerdings könnte eine stark elliptische Bahn, deren Perihel in Sonnennähe liegt, noch eine Abweichung von maximal 47 Jupitermassen hervorrufen, da die Leuchtkraft noch einmal um 0,045 L☉ sinken würde, wenn sich der Stern gerade im Aphel befindet.
E. R. Harrison untersuchte Pulsare und deren Rotationsperiode. Diese sinkt mit zunehmendem Alter des Pulsars. Dabei stieß er auf eine Gruppe, deren Periode ungewöhnlich langsam abnimmt. Eine Erklärung hierfür wäre ein Begleiter der Sonne, der den Schwerpunkt des Sonnensystems beschleunigt. Harrison vermutete, es könnte sich um einen Weißen, Roten oder sogar um einen „Schwarzen Zwerg“, heute als Brauner Zwerg bezeichnet, handeln.

## Gegenargumente
Henrichs und Staller beschäftigten sich mit Harrisons Hypothese und fanden verschiedene Argumente, die diese widerlegten. Zum einen würde ein solches Objekt die Bewegung der Planeten stören. Longitudinale   Abweichungen in der Neptunbahn lassen sich beispielsweise nicht mit dieser Theorie erklären und sprechen sogar eher gegen diese. Zum anderen kann ein Brauner Zwerg auch ausgeschlossen werden, da er, wenn er existiert, im infraroten Bereich etwa die Leuchtkraft von Beteigeuze hätte und somit schon entdeckt worden wäre (speziell bei der Durchmusterung des gesamten Himmels durch die 2009 von der NASA gestartete WISE-Mission mit ihrem satellitengestützten IR-Teleskop). Ähnliches gilt auch für einen Roten und einen Weißen Zwerg.
Nemesis könnte diesen Beobachtungen entgangen sein, wenn sie ein Schwarzes Loch oder ein Neutronenstern wäre. Dies wird jedoch von allen drei Wissenschaftlern als sehr unwahrscheinlich eingeschätzt.
Neuere Veröffentlichungen stellen die Erklärung einer 27-Millionen-Jahre-Periodizität in den Aussterberaten durch einen Nemesis-artigen Himmelskörper in Frage, unter anderem, da die Bahn eines so weit von der Sonne entfernten Himmelskörpers zu sehr Störungen durch benachbarte Sterne und durch galaktische Gezeiteneffekte ausgesetzt sei, um über 500 Millionen Jahre hinweg eine genügend konstante Umlaufzeit aufzuweisen. Auch wird die tatsächliche Existenz der Aussterbedaten-Periodizität selbst in Frage gestellt, die lediglich ein statistisches Artefakt sei. Beide Argumentationen entziehen jede für sich der Nemesis-Hypothese ihre Grundlage.

## Alternative Theorie
Laut Victor Clube (Universität Oxford) und William Napier (Universität Cardiff) ist das Modell von Davis, Hut und Muller in von interstellaren Gaswolken dominierten Umgebungen instabil.
Berücksichtige man nämlich die von den Gaswolken verursachten gravitativen Störungen der stark elliptischen Nemesisbahn, so verkürze sich die große Halbachse schon nach wenigen Umläufen auf 100 Astronomische Einheiten. Weiterhin sei das Modell außer Phase, und es sei eine zusätzliche Periodizität mit etwa 250 Millionen Jahren bekannt.
Clube und Napier gehen deshalb von der Annahme aus, dass sich das Sonnensystem periodisch durch eine Schicht extrasolarer Objekte bewege.
Diese Trümmerschicht liege in der Ebene der Milchstraße. Diese Annahme liefert eine Periode in der richtigen   Größenordnung, nämlich etwa 35 Millionen Jahre.
Lisa Randall vertritt in einem Buch die These, dass eine solche schichtförmige Massenansammlung in der galaktischen Ebene durch kollabierte dunkle Materie erzeugt wäre.
Davis, Hut und Muller bemängeln an dieser Hypothese nun ihrerseits eine Phasenverschiebung: Die Sonne befinde sich zur Zeit nahe der galaktischen Ebene, aber die letzte Auslöschung liege etwa elf Millionen Jahre, also nur eine halbe Periode zurück.

## Trivia
Dieses Thema wurde in dem Science-Fiction-Roman Nemesis aus dem Jahre 1989 von Isaac Asimov aufgegriffen.